# Шайліз Джонс
Шайліз Джонс (нар. 26 липня 2002, Сіетл, Вашингтон) — американська гімнастка. Багаторазова чемпіонка та призерка чемпіонату світу.

## Біографія
Народилась в Сіетлі, Вашингтон, в родині Сільвестра Джонса та Латріс Браянт. Має двох сестер. Після смерті батька у 2021 році всі свої медалі присвячує його пам'яті.
Проживає в одному будинку разом з мамою, старшою сестрою, племінницею та племінником в Сіетлі. Має двох собак.
Племінниця займається спортивною гімнастикою, тому вільний час присвячує спільним тренуванням з нею.
Планує здобувати вищу освіту в Університеті Флориди після завершення Олімпіади в Парижі.

## Спортивна кар'єра
Спортивною гімнастикою почала займатися через гіперактивність.
2017-2021
Протягом семи років тренувалась в Огайо в тренерській групі Крістіана Галлардо. Після смерті батька та непотрапляння до складу олімпійської команди в Токіо у 2021 році повернулась додому до Сіетлу.
2022
В серпні пошкодила великий палець лівої ноги.
На дебютному чемпіонаті світу виборола срібло в багатоборстві та різновисоких брусах, а в командній першості здобула перемогу.
В грудні взяла 10-місячну паузу в тренуванні для відновлення після травми плеча та щиколотки.
2024
Самотужки поставила вільну вправу на олімпійський сезон.
На першому дні Олімпійського відбору отримала травму та змушена була знятися з другого дня, що позбавило права отримати місце в олімпійській команді.

## Результати на турнірах
| Рік  | Змагання                   | КБ | ІБ | Опорний стрибок | Різновисокі бруси | Колода | Вільні вправи |
| ---- | -------------------------- | -- | -- | --------------- | ----------------- | ------ | ------------- |
| 2018 | Панамериканські ігри       | 1  |    |                 |                   |        |               |
| 2021 | Олімпійське випробовування |    | 10 |                 | 14                | 10     | 10            |
| 2022 | Чемпіонат США              |    | 2  |                 | 1                 | 11     | 1             |
| 2022 | Чемпіонат світу            | 1  | 2  |                 | 2                 |        |               |
| 2023 | Чемпіонат США              |    | 2  |                 | 1                 | 4      | 3             |
| 2023 | Чемпіонат світу            | 1  | 3  |                 | 3                 | 7      | 5             |

## Іменний елемент
Має іменний елемент вільних вправ, названий «The Jones».